# Tournoi de tennis de Wellington (WTA 1990)
Le tournoi de tennis de Wellington est un tournoi de tennis professionnel. L'édition féminine 1990, classée en catégorie Tier V, se dispute du 5 au 11 février 1990.
Wiltrud Probst remporte le simple dames. En finale, elle bat Leila Meskhi, décrochant à cette occasion le 1er titre de sa carrière sur le circuit WTA.
L'épreuve de double voit quant à elle s'imposer Natalia Medvedeva et Leila Meskhi.

## Résultats en simple

### Parcours
| No | Joueuse           | Résultat      | Ultime adversaire     |
| -- | ----------------- | ------------- | --------------------- |
| 1  | Belinda Cordwell  | 1er tour      | Julie Richardson      |
| 2  | Leila Meskhi      | Finale        | Wiltrud Probst (6)    |
| 3  | Donna Faber       | 2e tour       | Claudine Toleafoa     |
| 4  | Natalia Medvedeva | 2e tour       | Sabine Appelmans      |
| 5  | Sandra Wasserman  | 1/4 de finale | Claudine Toleafoa     |
| 6  | Wiltrud Probst    | Victoire      | Leila Meskhi (2)      |
| 8  | Louise Field      | 2e tour       | Magdalena Maleeva (Q) |

| No | Joueuse               | Résultat      | Ultime adversaire |
| -- | --------------------- | ------------- | ----------------- |
| 1  | Magdalena Maleeva     | 1/4 de finale | Sabine Appelmans  |
| 2  | Tracey Morton-Rodgers | 1er tour      | Louise Field (8)  |
| 3  | Eva-Maria Schurhoff   | 1er tour      | Claudine Toleafoa |
| 4  | Sarah Loosemore       | 1er tour      | Anke Huber        |

| No | Joueuse         | Résultat | Ultime adversaire |
| -- | --------------- | -------- | ----------------- |
| 1  | Simone Schilder | 1er tour | Beate Reinstadler |
| 2  | Yael Segal      | 1er tour | Leila Meskhi (2)  |

## Résultats en double

### Parcours
| No | Équipe                            | Résultat   | Ultimes adversaires                   |
| -- | --------------------------------- | ---------- | ------------------------------------- |
| 1  | Natalia Medvedeva Leila Meskhi    | Victoire   | Michelle Jaggard Julie Richardson (4) |
| 2  | Belinda Cordwell Louise Field     | 1/2 finale | Michelle Jaggard Julie Richardson (4) |
| 3  | Carin Bakkum Simone Schilder      | 1er tour   | Michelle Bowrey Claudine Toleafoa     |
| 4  | Michelle Jaggard Julie Richardson | Finale     | Natalia Medvedeva Leila Meskhi (1)    |